# Winderatter See
Der Winderatter See (dänisch Venerød Sø, auch Vinderad Sø und Vinderød Sø) ist ein See im Kreis Schleswig-Flensburg im deutschen Bundesland Schleswig-Holstein im nördlichen Angeln östlich der Ortschaft Ausacker.

## Beschreibung
Am 20. Dezember 1972 wurde der See ein zentraler Teil des ihn umgebenden 274,78 ha großen Landschaftsschutzgebietes „Winderatter See“. Er ist Teil des FFH-Gebietes Treene Winderatter See bis Friedrichstadt und Bollingstedter Au. Der See ist ca. 24 ha groß und bis zu 2,2 m tief und ist während der Weichsel-Kaltzeit als flacher Rinnensee unter dem abschmelzenden Gletscher entstanden. Im jüngeren Holozän verlandeten weite Teile des Sees, u. a. auch aufgrund künstlicher Eingriffe.

## Topographie
Das Stiftungsland Winderatter See liegt im östlichen Hügelland Schleswig-Holsteins zwischen Husby (im Norden) und Sörup (im Süden). Die durch die Weichsel-Kaltzeit geformten Grundmoränen sind durch ein flachwelliges Relief mit Höhen von 40 bis 50 m über NN gekennzeichnet und in südwestlicher Richtung von Senken durchzogen.

## Geschichtlicher Hintergrund
Auf dem Nordufer lag im 13. Jahrhundert die Burg Alt-Seegaard. In dem kleinen Wald am Südufer des Winderatter Sees befindet sich mit der Grauburg ein archäologisches Denkmal. Von der sagenumwobenen Grauburg sind heute noch ein verlandeter Burggraben sowie ein unter Wasser gelegener Steindamm am Seeufer zu erkennen, welcher einer Überlieferung nach zur Burg Alt-Seegard am Nordufer führte.
Im Talraum der Kielstau wurde am östlichen Ortsrand des Dorfes Ausacker von 1487 bis 1845 eine Wassermühle betrieben. Erst danach wurde der Seespiegel um etwa 2 m auf seine heutige Höhe von 37,3 m über NN abgesenkt. Noch heute dokumentieren so genannte Königsteine aus der Regierungszeit des dänischen Königs Christian VIII. (1839–1848) die alte Uferlinie.

## Biologische Vielfalt
Die kuppige Landschaft zeigt eine große naturräumliche Vielfalt auf relativ kleinem Raum.
Seit 1989 hat die Stiftung Naturschutz des Landes Schleswig-Holstein den größten Teil des Sees und umliegende Flächen erworben, um das Gebiet satzungsgemäß für den Naturschutz zu erhalten und zu entwickeln.